# Frederico Chaves Guedes
Frederico Chaves Guedes (Teofilo Otoni, 3. listopada 1983.), poznatiji po nadimku Fred, bivši je brazilski nogometaš koji je igrao na poziciji napadača. 
Fred je strijelac najbržeg gola u povijesti, kojeg je postigao za samo 3,17 sekundi.

## Karijera
Fred je karijeru započeo u América Mineiro, a 2004. prelazi u Cruzeiro. Već iduće godine potpisuje za francuskog prvaka, Lyon. Nakon četiri sezone u Lyonu, vraća se u brazilski nogometni klub Fluminense.
Također je igrao i za brazilsku reprezentaciju, za koju je debitirao 2005. u utakmici protiv Gvatemala, a svoj prvi pogodak je postigao u studenom iste godine protiv UAE-a. 

## Vanjske poveznice
- Službena stranica